# Brook Steppe
Michael Holbrook "Brook" Steppe (Chapel Hill, Carolina del Norte, 7 de noviembre de 1959) es un entrenador y exjugador de baloncesto estadounidense que jugó 5 temporadas en la NBA, además de hacerlo en la CBA y en la liga francesa. Con 1,96 metros de altura, lo hacía en la posición de escolta.

## Trayectoria deportiva

### Universidad
Tras jugar una temporada en el pequeño Community College de Dekalb Central, fue transferido a los Yellow Jackets del Instituto Tecnológico de Georgia, donde jugó tres temporadas en las que promedió 14,4 puntos y 3,7 rebotes por partido.

### Profesional
Fue elegido en la decimoséptima posición del Draft de la NBA de 1982 por Kansas City Kings, donde en su única temporada en el equipo apenas dispuso de 10 minutos de juego por partido, promediando 4,0 puntos y 1,2 rebotes por noche. En esa primera temporada llegó a ser suspendido por su equipo con un partido sin jugar al perder un avión que le debía llevar de Atlanta a Kansas City.
Antes del comienzo de la temporada siguiente, fue traspasado, en un intercambio de jugadores entre tres equipos, a Indiana Pacers, Allí jugó una temporada, tras la cual fue despedido.
Nada más comenzar la temporada 1984-85 ficha como agente libre por Detroit Pistons, desde donde tras ser despedido se marcha a jugar a la CBA, para regresar al año siguiente a los Kings, ya en su nueva ciudad de Sacramento. Allí juega sus mejores partidos como profesional, acabando la temporada con 7,8 puntos y 2,4 asistencias por partido.
Tras terminar su segundo contrato de diez días con el equipo, y tras un breve paso de nuevo por la CBA, cruza el charco para ir una temporada a jugar al Racing de París de la liga francesa, donde promedia 21,3 puntos y 3,0 asistencias por partido. De vuelta a los Estados Unidos, en 1988 comienza la temporada en los Pensacola Tornados de la CBA, hasta que en febrero del año siguiente le ofrecen un contrato temporal con los Portland Trail Blazers, renovando hasta final de la temporada.
Tras no serle renovado el contrato, en 1989 se centra en jugar en la CBA, donde permanecería durante siete temporadas más, jugando en cinco equipos diferentes.

### Entrenador
Tras dejar el baloncesto como jugador, en 2004 es nombrado entrenador del recién creado equipo de Atlanta Mustangs de la ABA 2000.

## Estadísticas de su carrera en la NBA

### Temporada regular
| Temporada | Edad | Equipo                 | Liga | P   | TIT | MIN  | TC  | TCA | %TC  | 3P  | 3PA | %3P  | TL  | TLA | %TL  | R.OF. | R.DEF. | REB | ASIS | ROB | TAP | PER | FP  | PTS |
| 1982-83   | 23   | Kansas City Kings      | NBA  | 62  | 6   | 9.8  | 1.4 | 2.8 | .477 | 0.0 | 0.1 | .143 | 1.2 | 1.6 | .760 | 0.4   | 0.8    | 1.2 | 1.1  | 0.4 | 0.0 | 0.9 | 1.5 | 4.0 |
| 1983-84   | 24   | Indiana Pacers         | NBA  | 61  | 13  | 14.0 | 2.4 | 5.1 | .471 | 0.0 | 0.0 | .000 | 2.2 | 2.6 | .832 | 0.7   | 1.3    | 2.0 | 1.3  | 0.6 | 0.1 | 1.4 | 1.5 | 7.0 |
| 1984-85   | 25   | Detroit Pistons        | NBA  | 54  | 0   | 9.0  | 1.5 | 3.3 | .466 | 0.0 | 0.0 | .000 | 1.6 | 1.9 | .837 | 0.5   | 0.6    | 1.1 | 0.7  | 0.3 | 0.1 | 0.8 | 1.1 | 4.7 |
| 1986-87   | 27   | Sacramento Kings       | NBA  | 34  | 7   | 19.6 | 2.8 | 5.9 | .477 | 0.1 | 0.3 | .333 | 2.1 | 2.6 | .830 | 0.6   | 1.2    | 1.8 | 2.4  | 0.5 | 0.1 | 1.6 | 1.6 | 7.8 |
| 1988-89   | 29   | Portland Trail Blazers | NBA  | 27  | 2   | 9.0  | 1.2 | 2.9 | .423 | 0.2 | 0.3 | .556 | 1.2 | 1.4 | .865 | 0.5   | 0.7    | 1.2 | 0.6  | 0.4 | 0.0 | 0.5 | 1.2 | 3.8 |
| Total     |      |                        | NBA  | 238 | 28  | 12.0 | 1.9 | 4.0 | .469 | 0.0 | 0.1 | .310 | 1.7 | 2.1 | .820 | 0.5   | 0.9    | 1.4 | 1.2  | 0.4 | 0.1 | 1.0 | 1.4 | 5.4 |

### Playoffs
| Temporada | Edad | Equipo          | Liga | P | MIN | TCA | TC | 3PA | 3P | TLA | TL | R.OF. | REB | ASIS | ROB | TAP | PER | FP | PTS | %TC  | %3P  | %FT  | MIN | PTS | REB | AST |
| 1984-85   | 25   | Detroit Pistons | NBA  | 4 | 20  | 2   | 7  | 0   | 1  | 4   | 6  | 1     | 3   | 2    | 0   | 0   | 2   | 3  | 8   | .286 | .000 | .667 | 5.0 | 2.0 | 0.8 | 0.5 |
| Total     |      |                 | NBA  | 4 | 20  | 2   | 7  | 0   | 1  | 4   | 6  | 1     | 3   | 2    | 0   | 0   | 2   | 3  | 8   | .286 | .000 | .667 | 5.0 | 2.0 | 0.8 | 0.5 |